# 女神転生QIX ペルソナ3
『女神転生QIX ペルソナ3』（めがみてんせいクイックス ペルソナスリー）は、女神転生シリーズの『ペルソナ3』を題材にした『QIX』である日本のモバイルゲーム。『ペルソナ3 QIX』とも表記されているが、本稿ではタイトル画面の表記を採用している。

## 概要
クイックスの権利元であるタイトーの許諾の元、アトラスとビービーエムエフの携帯電話サイトメガテンαにて2007年5月11日より提供されている携帯電話用のゲーム。ウリキリアプリで、315円で購入しダウンロードできる。
また、2007年5月16日からはYahoo!ケータイのS!アプリでの配信も開始され、同年7月19日からはEZwebでも配信開始された。

## システム
クイックスとはタイトーの開発した固定画面の陣取りゲームで、四角いフィールドをラインで四角く囲って徐々に自分の陣地を広げていく。自分の陣地を80%以上にするとクリアとなる。
プレイヤーは自分の陣地にいる間は無敵だが、陣地を広げるためにフィールドに出ている間に自機やラインが敵シャドウと接触するとミスとなり、ライフを1失う。1つのステージは開始時にライフは3あり、3回ミスするとゲームオーバーとなる。上手くラインで囲めば、囲んだ場所にあるアイテムを取得できたり、敵を倒すこともできる。ただし、白い仮面の大きなシャドウはボスで、囲んでも倒せない。
前述の通り80%でクリアとなり、待受画面を入手できる。クリア後に同じステージを86％以上でクリアすると新しい待受画面を入手できる。
敵キャラクターは『ペルソナ3』に登場したシャドウの仮面の姿になっており、囲った時に出現する背景は副島成記によるペルソナ3の公式イラストを使用している。BGMもペルソナ3のものが使われている。

### アイテム
- 赤いカード - 一定時間、自機の移動スピードアップ
- 青いカード - 一定時間、敵の移動スピードダウン
- 黄色いカード - ライフ+1